# Hans Momsen
Hans Momsen (født 23. oktober 1735 i Fartoft, død 13. september 1811 smst.) var en dansk-nordfrisisk matematiker og astronom. 
Momsen var autodidakt og viste stor interesse for blandt andet matematik og astronomi. Selv om han ikke rådede over en universitære uddannelse, virkede han som anerkendt matematiker, mekaniker, landmåler, kartograf og digegreve. Han byggede blandt andet en række astronomiske instrumenter, konstruerede et solur og hjalp med at bygge et orgel i sin hjembys kirke. Soluret kan endnu i dag ses ved indgangen til kirken. Han underviste også begavede børn i omegnen i matematik. En af hans elever blev senere professor i København. Momsen ansås i sin tid som polyhistor. Han fungerede i denne henseende også som forbillede for den litterære figur Hauke Haien i Theodor Storms novelle Skimmelrytteren. Momsens bibliotek omfattede cirka 600 bøger i dansk, tysk, nederlandsk, engelsk, fransk og latinsk sprog. Hans modersmål var nordfrisisk.
Nordfriseren Momsen opnåede stor anseelse både som matematiker og konstruktør. Nordfrislands kreds har den i 1986 stiftede nordfrisiske kulturpris opkaldt efter ham.

## Eksterne links
- Hans-Momsen-Preis Arkiveret 7. august 2007 hos  Wayback Machine (tysk)
- Hans Momsen Gesellschaft (tysk)